# Phạm Hùng
Phạm Hùng (* 11. Juni 1912; † 10. März 1988 in Hanoi) war ein kommunistischer Parteifunktionär in Vietnam. Er war von 1987 bis 1988 Premierminister des Landes.

## Leben
Pham Hung stammte aus der Provinz Vĩnh Long im Süden Vietnams. Er stammte aus der Schicht des gebildeten ländlichen Oberschicht.
Er war seit 1930 in der Kommunistischen Partei Indochinas. Im Jahr darauf wurde er von den französischen Kolonialbehörden wegen der Ermordung eines Landbesitzers verhaftet und zum Tod verurteilt. Sein Urteil wurde in eine Haftstrafe umgewandelt. 1936 wurde er amnestiert. 1939 jedoch wieder verhaftet und er blieb bis 1945 auf der Gefängnisinsel Poulo Condore inhaftiert. Während seiner Haftzeit wird er als einer der Anführer der kommunistischen Gefangenen geschildert. Während des Indochinakriegs war er einer der aktiven Parteiführer im Süden des Landes und kontrollierte, obwohl in formal untergeordneter Stellung, große Teile der Sicherheitsorgane der Viet Minh im Süden. 1951 wurde er als Mitglied ins Zentralkomitee der Partei berufen.
Nach dem Abzug Frankreichs wurde Pham Hung 1955 nach Hanoi beordert. 1957 wurde er Mitglied des Politbüros der Partei. Während des Vietnamkriegs übernahm er 1967 unter dem Decknamen Bay Cuong das Zentralbüro der Partei für Südvietnam. Nach Kriegsende kehrte er wiederum in seine Funktion im Politbüro zurück. 1979 wurde er Innenminister. 1987 übernahm er das Amt des Premierministers nach dem Rückzug von Pham Van Dong.